# Profílmico
El espacio profílmico es, en el cine todo aquello que está dispuesto para ser grabado, es decir, todo lo que queda delante de la cámara, incluyendo por tanto decorados como actores, etc.
Se trata de un concepto introducido por Etienne Souriau. Son el conjunto de elementos colocados delante de la cámara y que como tales tienen una función dentro del mundo real. Una vez grabados pertenecerán al espacio fílmico y formarán parte del espacio narrado. Son constituyentes de la película.